# Muhammad Saleh Al-Jaberi
Muhammad Saleh Al-Jaberi (àrab: محمد الصالح الجابري, Muḥammad aṣ-Ṣāliḥ al-Jābirī) (Tozeur, 14 de febrer de 1940 - Ariana, 19 de juny de 2009) va ser un investigador, erudit i escriptor tunisià. Al-Jaberi es va especialitzar en l'estudi del moviment cultural i literari al Magrib, especialment a Algèria, Líbia i Tunísia, tal com ho mostren els seus estudis i investigacions sobre la literatura i la cultura tunisianes. Al-Jaberi va destacar no només com a poeta, sinó també per la seva prosa, tant en forma de contes com de novel·les. La seva obra es caracteritza pel realisme, tot combinant els records propis amb esdeveniments històrics amb un estil clar i directe.

## Formació
Durant els seus primers anys de vida, Al-Jaberi va estudiar a Tozeur. De ben petit, va entrar a un <i>kuttab</i> i després va assistir a l'escola primària Ibn Xabbat fins a 1953, per acabar els seus estudis de secundària a l'institut de secundària de Tozeur. Per als estudis universitaris es va traslladar a la capital, Tunis, i va assistir a la Universitat Zituna, on va obtenir un certificat el 1961. Va continuar els seus estudis a Bagdad, on va obtenir una llicenciatura, i a la Universitat d'Alger, on el 1980 es va doctorar amb una recerca sobre Bayrem Ettounsi.

## Carrera professional i acadèmica
Al-Jaberi va ser professor al districte d'Al-Wardiya, a Tunis, així com professor d'institut a la ciutat tunisiana de Monastir. Després, va ser nomenat director de literatura al Ministeri de Cultura, abans d'esdevenir director del Centre Cultural Tunisià a Trípoli. L'any 1979 es va incorporar a l'Organització Àrab per a l'Educació, la Cultura i les Ciències (ALECSO), on va dirigir el departament de cultura fins a la seva jubilació l'any 2000. Des de llavors, va ser nomenat cap d'un projecte enciclopèdic sobre personatges i erudits àrabs i musulmans notables. Fins ara s'han publicat 19 volums, d'aquest projecte.
Va tenir una activa vida social: «escriptor general» del Nou Pen Club (Ràbitat al-Qàlam al-Jadid); membre de l'Associació de Conte i Novel·la de la Unió d'Escriptors Tunisians; membre de la Unió d'Escriptors Àrabs i director del Centre Cultural Tunisià de Trípoli.
La seva novel·la La nit dels deu anys es va publicar el 1982 i va ser escollida entre les 100 millors novel·les àrabs.

## Obra

### Novel·les
- يوم من أيام زمرا, Yawm min ayyām Zumrā, ‘Un dia a Zumra’, 1968
  - Se n'han fet sis edicions: 1968, 1983, 1988, 1999, 2001, 2004
  - Se n'ha fet una adaptació cinematogràfica amb el títol رديف 54, Radayyaf 54, ‘Redeyef 54’, dirigida per Ali Obaid
- البحر ينشر ألواحه, Al-baḥr yanxuru alwāḥu-hu, ‘El mar escampa les seves pintures’, 1971
- ليلة السنوات العشر, Laylat as-sanawāt al-ʿaxr, ‘La nit dels deu anys’, 1982
  - Se n'ha fet una adaptació cinematogràfica, dirigida per Ibrahim Papay

### Contes
- إنه الخريف يا حبيبتي, Inna-hu al-ẖarīf yā habībatī, ‘Certament és la tardor, amor meu’, 1971, OCLC 19699742
- الرخ يجول في الرقعة, Ar-ruẖẖ yajūlu fī ar-ruqʿa, ‘El roc volta pel taulell’, 1980

### Obres de teatre
- كيف لا أحب النهار؟, Kayfa lā uḥibbu n-nahār?, ‘Com no he d'estimar el dia?’, 1979

### Estudis
- الشعر التونسي المعاصر خلال قرن, Ax-xiʿr at-tūnisī al-muʿāṣir ẖilāl qarn, ‘Un segle de poesia tunisiana contemporània’, 1974
- الشعر التونسي الحديث, Ax-xiʿr at-tūnisī al-ḥadīṯ, ‘La poesia tunisiana moderna’, 1975, OCLC 1107057670
- القصة التونسية نشأتها وروادها, Al-qiṣṣa at-tūnisiyya naxʾatu-hā wa-ruwādu-hā, ‘El relat breu tunisià: fundació i pioners’, 1977, OCLC 929712225
- الأدب الجزائري المعاصر, Al-adab al-jazāʾirī al-muʿāṣir, ‘Literatura algeriana contemporània’, 2005, OCLC 4771337836
- أبعد المسافات, Abʿad al-musāfāt, ‘Les distàncies més llunyanes’, 1978, OCLC 4771288579
- الأدب الجزائري في تونس, Al-adab al-jazāʾirī fī Tūnis, ‘La literatura algeriana a Tunísia’, 1991, OCLC 4770547984
- دراسات في الأدب التونسي, Dirāsāt fī l-adab at-tūnisī, ‘Estudis de literatura tunisiana’, en col·laboració amb notables escriptors tunisians, 1979, OCLC 956323586
- يوميات الجهاد الليبي في الصحافة التونسية, Yawmiyyāt al-jihād al-lībī fī aṣ-ṣaḥāfa at-tūnisiyya, ‘Diari de la resistència líbia a la premsa tunisiana’, 2 vol., 1983, OCLC 949487864
- النشاط العلمي والفكري للمهاجرين الجزائريين بتونس, An-naxāṭ al-ʿilmī wa-l-fikrī li-l-muhājirīn al-jazāʾiriyyīn bi-Tūnis, ‘Contribucions científiques i intel·lectuals dels immigrants algerians a Tunísia’, 1983, OCLC 1044623483
- الكتابة القصصيّة في تونس دراسة مشتركة قام بها الكاتب ونشرت, Al-kitāba al-qiṣaṣiyya fī Tūnis. Dirāsa muxtarika qāma bi-hā al-kātib wa-nuxirat, ‘L'escriptura de contes a Tunísia. Un estudi col·laboratiu ’ 1992, OCLC 1044623483
- وضع القصيدة في الشعر التونسي المعاصر, Waḍʿ al-qaṣīda fī x-xiʿr at-tūnisī al-muʿāṣir, ‘La situació de la qasida en la poesia tunisiana contemporània’, 1987, OCLC 1201794600
- محمود بيرم التونسي في المنفى : حياته وآثاره, Maḥmūd Bayram at-Tūnisī fī l-munfà: ḥayātu-hu wa-āṯāru-hu, ‘Mahmud Bàyram at-Tunissí a l'exili: vida i obra’, 1987, OCLC 754754579
- الوعي القومي والديني عند الشعراء الجزائريين المهاجرين إلى تونس, Al-waʿī al-qawmī wa-d-dīnī ʿinda x-xuʿarāʾ al-jazāʾiriyyīn al-muhājirīn ilà Tūnis, ‘Consciència nacionalista i religiosa dels poetes algerians contemporanis a Tunísia’, 1985, OCLC 949372182
- من ثقب الإبرة: رؤى في الثقافة والحياة, Min ṯaqab al-ibra: ruʾà fī aṯ-ṯaqāfa wa-l-ḥayāt, ‘De l'ull de l'agulla: visions de la cultura i la vida’, 2000, OCLC 1227702915
- رحلات جزائرية, Riḥlāt jazāʾiriyya, ‘Un viatge algerià’, 2001, OCLC 4770251347

## Al-Jaberi als mitjans audiovisuals
Al-Jaberi va produir diversos programes radiofònics, com ara قصاصات, Qaṣṣāṣāt, ‘Narradors’, o رجال عاهدوا الله على..., Rijāl ʿāhadū Allāh ʿalà…, ‘Homes que es van comprometre a Déu…’, un programa religiós setmanal. També va produir una sèrie de televisió que es va emetre a la televisió tunisiana titulada باب الخوخة, Bāb al-Ḫawẖa, ‘La porta de Khawkha’.

## Llegat
En memòria seva, es va posar el seu nom a un carrer de la Ciutat de la Cultura de Tunis.